# Dishonored : La Mort de l'Outsider
Vous lisez un « bon article » labellisé en 2023.
Dishonored : La Mort de l'Outsider — en version originale, Dishonored: Death of the Outsider — est un jeu d'action-aventure et d'infiltration en vue à la première personne développé par Arkane Studios et édité par Bethesda Softworks. Sorti le 15 septembre 2017 sur Windows, PlayStation 4 et Xbox One, le jeu est un standalone de Dishonored 2, auquel il fait suite narrativement. La musique est composée par Daniel Licht.
Le joueur incarne Billie Lurk, une ancienne alliée de l'assassin Daud apparu en tant que personnage non-joueur dans le DLC La Lame de Dunwall puis dans le second volet, et qui évolue dans la ville côtière de Karnaca après les événements du titre précédent. Lurk a pour but de réaliser l'assassinat le plus spectaculaire jamais mené, celui de l'Outsider, un être surnaturel qui confère des pouvoirs magiques à quelques individus. Pour cela, le joueur a accès à une variété de capacités surnaturelles pour accomplir ses missions de multiples façons, que ce soit avec furtivité ou par conflit violent délibéré.
La Mort de l'Outsider était initialement prévu comme un contenu téléchargeable additionnel pour Dishonored 2, mais est devenu une extension autonome après que l'équipe a décidé d'explorer différentes approches d'histoire et de gameplay. Le récit est conçu pour clore les arcs narratifs laissés ouverts dans les deux jeux précédents et offrir une perspective différente au joueur sur les événements. Des éléments de gameplay sont retravaillés ou complètement supprimés afin de différencier le titre de ses prédécesseurs, de s'adapter au format de standalone et d'encourager le joueur à expérimenter et à explorer d'autres manières de jouer.
Le jeu est annoncé pour la première fois lors de la conférence de presse de Bethesda à l'E3 en juin 2017. À sa sortie en septembre, il est bien accueilli par les critiques, qui louent ses mécaniques et le considèrent comme une conclusion appropriée à la série Dishonored. Les principales critiques négatives se portent sur son récit et ses niveaux qui sont considérés comme banals par rapport aux jeux précédents. Le jeu est nommé dans plusieurs catégories de prix de l'industrie vidéoludique, ainsi qu'aux Writers Guild of America Awards. Après sa sortie, Arkane Studios annonce que la série Dishonored prend une pause indéfinie.

## Trame

### Généralités et personnages
Le personnage incarné est Billie Lurk (Rosario Dawson), ancienne alliée du chef du gang des Harponneurs, Daud (Michael Madsen), qu'elle a trahi lors du premier jeu de la série,. Sous le nom du capitaine Meagan Foster, elle a par la suite aidé l'impératrice Emily Kaldwin à reprendre son trône à la suite du coup d'État de Delilah Copperspoon. Au début du jeu, elle part à la recherche de son ancien mentor, capturé par la secte occultiste se faisant appeler « les Aveuglés » et séquestré aux Bains d'Albarca, lieu où se déroulent des combats clandestins.
Daud explique à Lurk qu'il souhaite mettre un terme aux agissements de l'Outsider (Robin Lord Taylor) et pour ce faire, il lui faut le Couteau à deux lames qui se trouve dans l'un des coffres-forts de la banque Dolores Michaels Deposit & Loan Bank, dont l'ouverture se fait avec trois clés. Lurk doit ainsi voler les clés auprès de trois personnes qui s'avèrent être les chefs de la secte des Aveuglés : le chanteur d'opéra Shan Yun (Paul Nakauchi), le politicien Ivan Jacobi (Ben Lepley) et la directrice de la banque, Dolores Michaels (Siedah Garrett).
Afin de connaître la localisation de l'Outsider, Lurk doit se rendre au Conservatoire Royal, un lieu repris par l'Abbaye du Quidam et occupé par les Superviseurs et les Sœurs de l'Ordre Oraculaire, dont deux de leurs plus hauts membres : la Sœur Lena Rosewyn (Diane Michelle) et le vice-superviseur Alvaro Cardoza (Michael Manuel),.
Enfin, Lurk se rend à la carrière de Shindaerey puis au pic de Shindaerey, lieu du repaire des membres du Culte de l'Outsider ainsi que porte d'entrée vers le Grand Vide, « l'antre » de l'Outsider dans lequel se trouvent les Visionnaires, d'anciens membres du Culte ayant fusionné avec le Grand Vide.

Portraits d'une partie des acteurs principaux
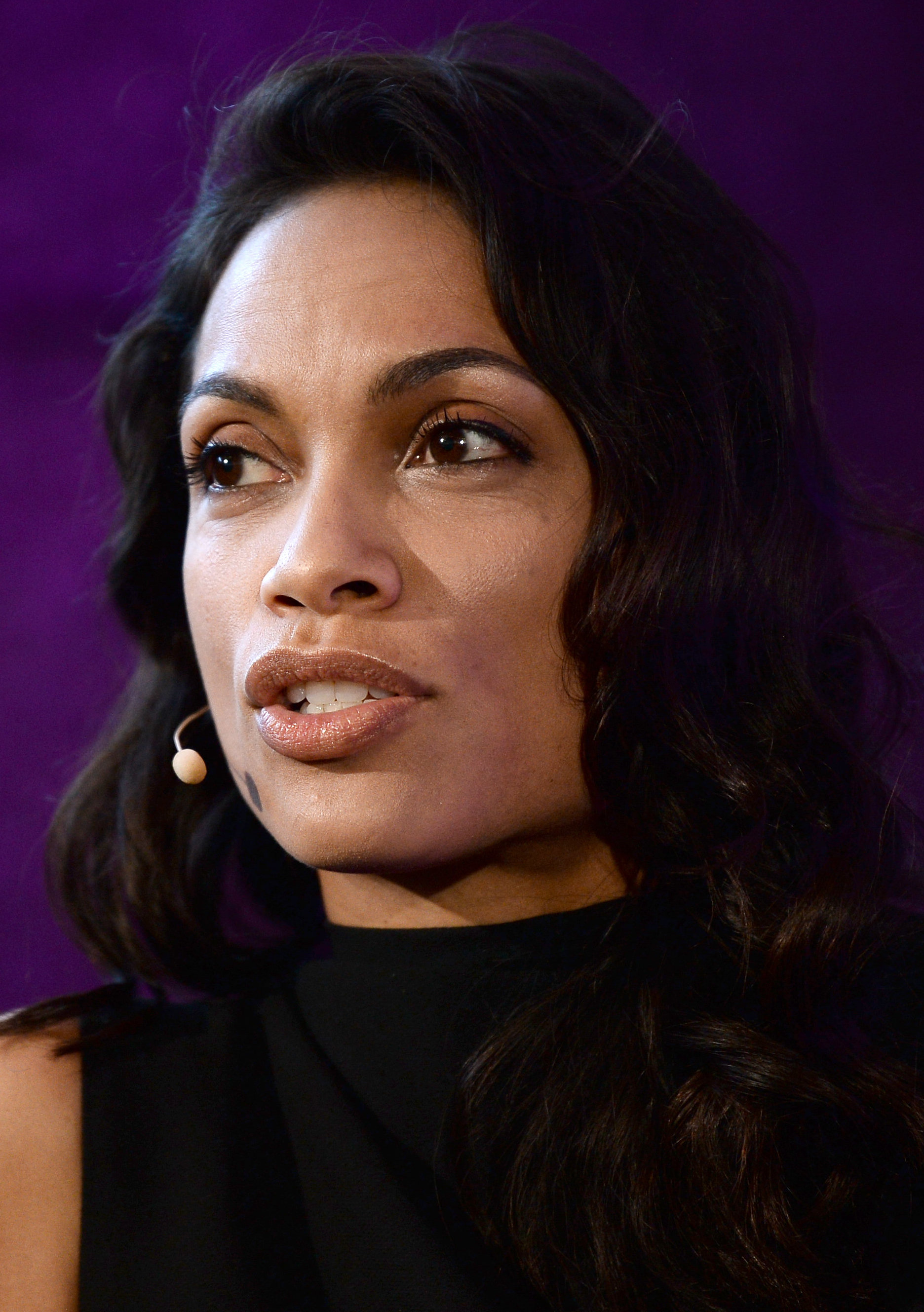
Rosario Dawson en 2017.
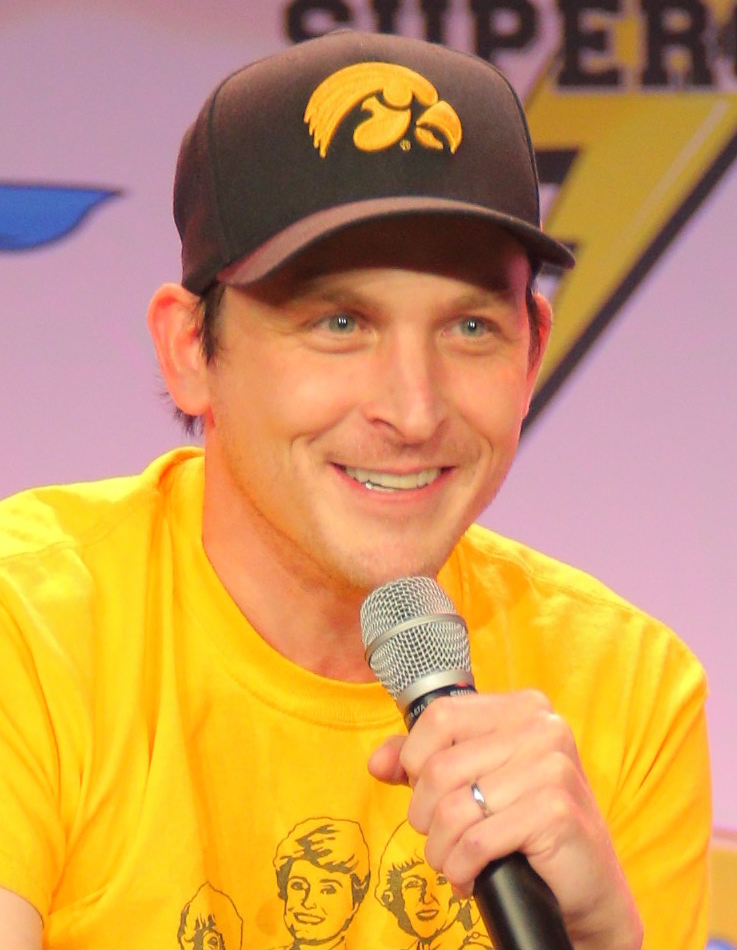
Robin Lord Taylor en 2018.
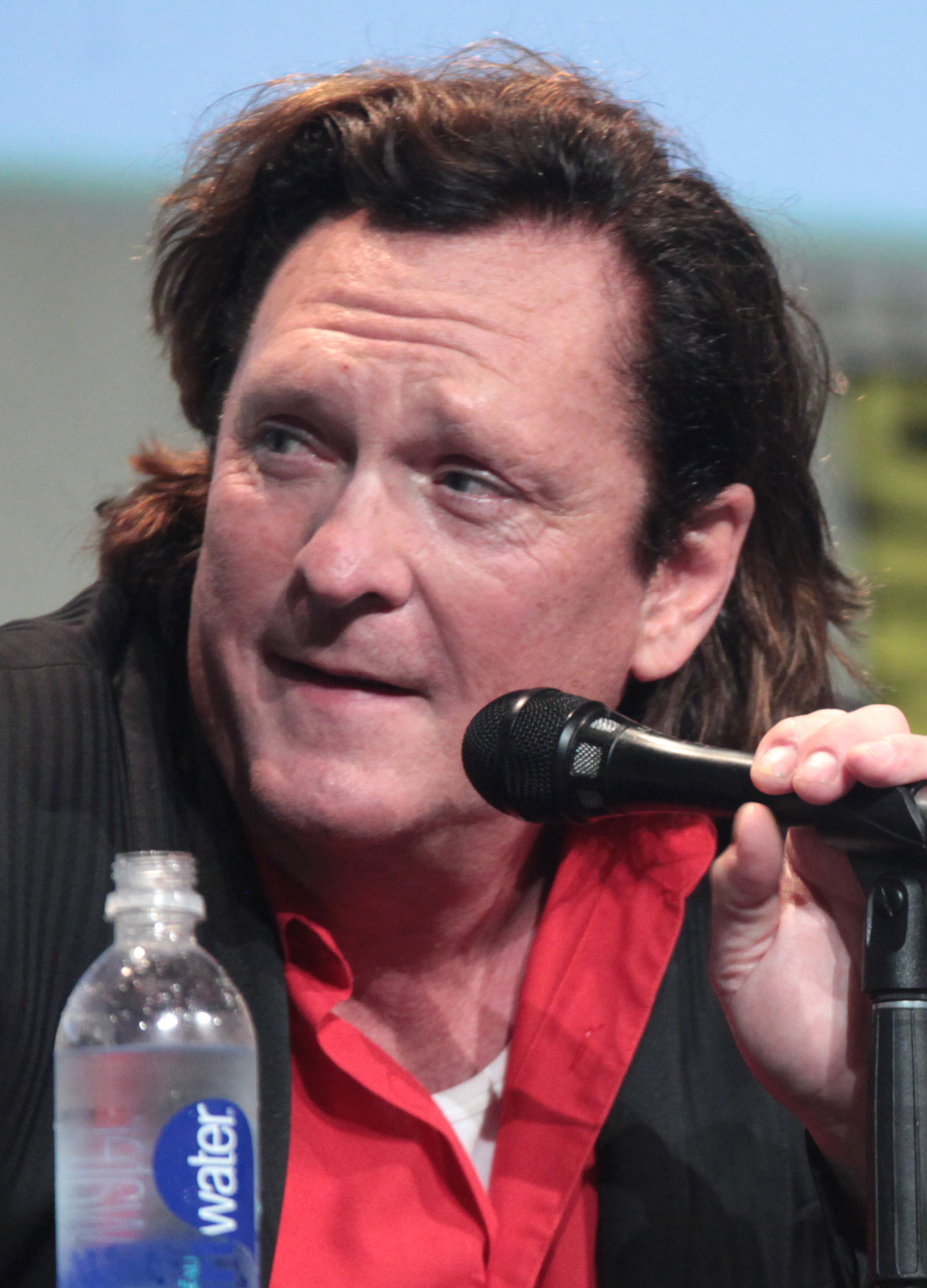
Michael Madsen en 2015.
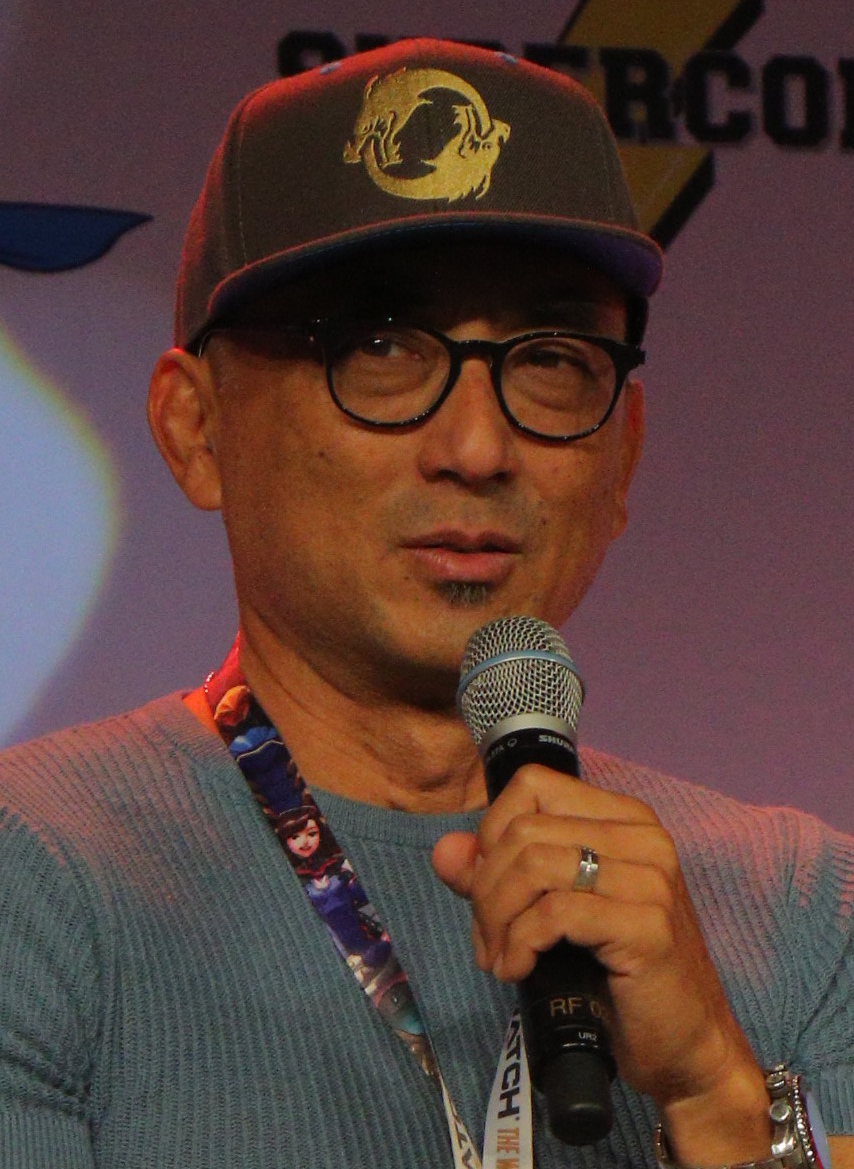
Paul Nakauchi en 2018.
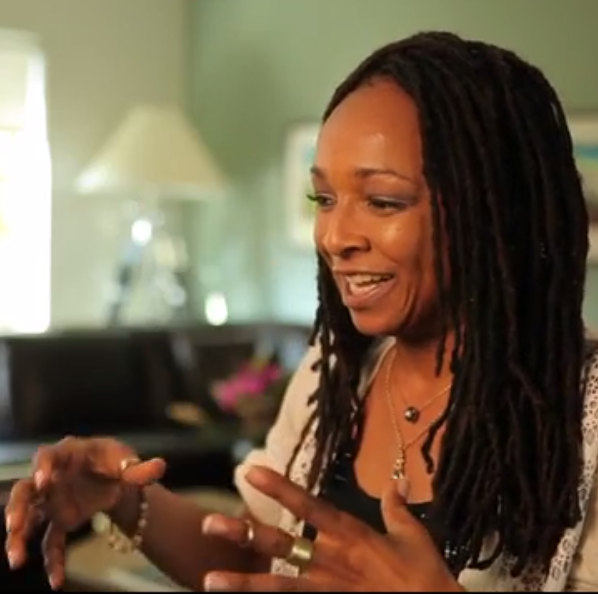
Siedah Garrett en 2013.

### Résumé
Après les événements de Dishonored 2, Emily Kaldwin est réintégrée en tant qu'impératrice, et commence à remettre sur pied l'Empire précédemment brisé par le règne de Delilah. Billie Lurk se réveille à bord de son navire, le Dreadful Wale, ayant un cauchemar récurrent concernant son bras et son œil droit. Billie retrouve les traces de son ancien mentor, Daud, dans un club de boxe aux Bains d'Albarca. Elle décide de prendre contact avec Daud, et découvre que le club de boxe est dirigé par une secte vouant un culte au Vide, appelée les Aveuglés. Lurk constate que Daud est restreint par un dispositif spécial qui annule ses pouvoirs venant du Vide. Elle désactive l'appareil, libérant ainsi Daud.
Daud est heureux de la voir et lui demande son aide pour un dernier travail : tuer l'Outsider, ce que Lurk accepte. À bord du Dreadful Wale, Daud explique que les Aveuglés possèdent un couteau rituel, une lame spéciale qui a été utilisée pour créer l'Outsider il y a des milliers d'années. Daud suppose que la lame permettra à Billie de le tuer. Billie reçoit ensuite la visite de l'Outsider, qui lui transmet un message énigmatique tout en remplaçant son bras droit par un bras fabriqué par le Vide et son œil par un artefact spécial, l'Éclat de l'Œil. Le bras donne à Lurk des capacités surnaturelles.
Billie se rend une nouvelle fois en ville pour enquêter sur les dirigeants des Aveuglés. Après avoir déterminé leur identité, Billie vole les deux clés d'un coffre-fort de la plus grande banque de Karnaca. Elle réussit à infiltrer la banque et à voler le couteau, tout en découvrant que l'un des dirigeants des Aveuglés a tenté d'abandonner le groupe et a caché d'importants documents au Conservatoire royal. Une fois le couteau récupéré, l'Outsider apparaît devant Billie et explique qu'il en sait plus qu'il ne le laissait paraître, révélant notamment que Daud est mort de causes naturelles à bord du Dreadful Wale pendant que Billie accomplissait son braquage. Elle retourne au Dreadful Wale et incinère le corps de son mentor décédé, brûlant également le navire, dont le nom possède en outre une anagramme : Farewell Daud,.
Billie s'infiltre ensuite au Conservatoire Royal, où elle trouve les documents dissimulés par le traître des Aveuglés. Ils détaillent l'emplacement d'un portail vers le Grand Vide, situé dans une mine abandonnée à l'extérieur de Karnaca. Billie se rend à la mine, désormais supervisée et exploitée par le culte qui a créé l'Outsider. Les membres du culte discutent des sciences occultes tout en admirant les créatures du Vide qui se promènent près du site de fouille. Billie apprend de leurs notes que la Marque de l’Outsider est en fait son propre nom, écrit dans une écriture ésotérique que seuls les morts peuvent lire. Billie réussit à atteindre un artefact nommé l'Œil du Dieu Mort et l'absorbe, ce qui lui permet de pénétrer le Vide sans risques.
Une fois dans le Vide, Billie se dirige vers la zone de l'Emprise Rituelle, où réside l'Outsider. Elle l'y trouve, apparemment immobilisé. Billie a alors le choix, soit de retransformer l'Outsider en un mortel en demandant à l'esprit — lié au Vide — de Daud de prononcer son nom, soit d'utiliser le couteau rituel pour le tuer. Dans les deux cas, l’Outsider quitte le Vide, et Billie déclare qu'avec sa disparition, le monde changera d’innombrables façons. Le Vide continue d'exister, mais sans personne qui puisse décider d'attribuer ses pouvoirs à des humains.

## Système de jeu
Le système de jeu de cet opus est similaire à celui de Dishonored 2. Comme pour ses prédécesseurs, il s'agit d'un jeu vidéo d'action-aventure furtif en vue à la première personne,. Le personnage du joueur, Billie Lurk, est équipé d'une épée courte. Si le joueur se faufile sur un ennemi, il peut le poignarder à mort rapidement et silencieusement. Le joueur possède d'autres équipements, comme une arbalète montée au poignet, des mines terrestres et des grenades. Billie Lurk détient également la mine à crochet, qui attrape un ennemi proche et l'assomme ou le tue. Glané vers le milieu du jeu, le couteau à deux lames permet de se battre au corps à corps et, une fois chargé, il lance une vague d'énergie sur les ennemis. En explorant le monde, le joueur peut trouver des vendeurs pour acheter des munitions et différents gadgets. De plus, il est possible de ramasser des contrats optionnels sur les marchés noirs, qui sont des missions secondaires qui impliquent d'accomplir des tâches telles que des assassinats, des collectes de renseignements et des enlèvements,.
Le joueur traverse une série de missions autonomes afin de remplir différents objectifs. Il peut les accomplir de manière furtive ou violente, létale ou non létale. Le système de chaos, qui jugeait le joueur sur ses actions et affectait certains points de l'intrigue et certaines résolutions de mission, et l'arbre de compétences, tous deux présents dans les précédents volets, ont été retirés. Il n'y a donc aucune pénalité ou récompense pour avoir choisi un style de jeu plutôt qu'un autre,.
Après la première mission, le joueur accède à trois capacités surnaturelles. Contrairement aux jeux précédents, le joueur ne les achète pas avec des runes car elles sont toutes entièrement débloquées dès le départ. Les pouvoirs de Lurk utilisent l'énergie du Grand Vide, semblable à une barre de mana qui se régénère automatiquement, ne nécessitant donc pas la consommation d'élixirs pour les restituer,. Les capacités surnaturelles sont disponibles dans leur intégralité dès le début du jeu et ne peuvent pas être améliorées, le joueur peut modifier leurs propriétés en s’équipant de talismans magiques appelés « bone charms ». Ces talismans sont dispersés dans les niveaux et peuvent être collectés.
Comme le « Clignement » de Corvo Attano et la « Longue portée » d'Emily Kaldwin, « Transfert » est le pouvoir de mobilité de Billie. Mais contrairement aux autres, il faut cette fois placer des marqueurs invisibles sur la carte pour ensuite pouvoir se téléporter. Billie se sert de ces marqueurs pour traverser un niveau, mais elle peut également les placer de façon stratégique pour lancer une attaque surprise ou fuir rapidement une région,. « Semblance » permet au joueur de prendre temporairement le visage de personnages non-joueurs (PNJ) vivants comme déguisement, bien qu'il ne puisse prendre le visage d'un personnage qu'une seule fois. Le déguisement draine de l'énergie lorsque le joueur se déplace, mais pas lorsqu'il est immobile. Ce pouvoir permet davantage d'actions que la « Possession » de Corvo car il permet, par exemple, de déverrouiller une porte ou d’engager le combat avec l’ennemi d’une autre façon. Enfin, « Prescience » permet à Billie de stopper le temps, de quitter son corps et de regarder ce qui se passe autour d'elle et dans le reste du niveau.
Terminer le jeu déverrouille un mode New Game Plus, où le joueur a accès à certains pouvoirs présents dans Dishonored 2,. Comme dans les jeux précédents, le joueur peut collecter des « charmes d'os », qui sont dispersés à travers les niveaux. Le port d'un « charme d'os » fournit des améliorations mineures aux capacités du joueur.

## Développement

### Pré-production

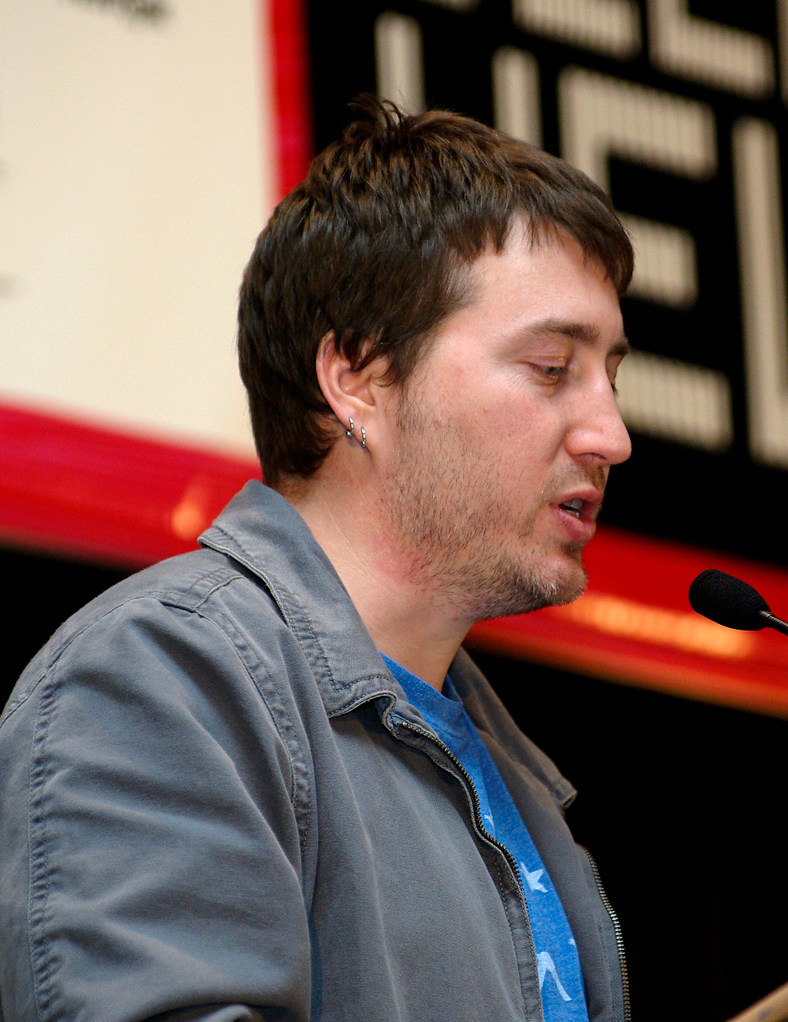
Harvey Smith, directeur créatif de La Mort de l'Outsider.

Dishonored : La Mort de l'Outsider est développé par Arkane Studios Lyon et édité par Bethesda Softworks. Initialement, le jeu est conçu pour être séparé en deux parties qui constitueraient des contenus téléchargeables additionels pour Dishonored 2, leur développement ne commençant alors qu'après la sortie du titre principal en 2016. L'équipe d'Arkane tient à ce que le gameplay et la narration soient différents de ce qu'ils ont fait précédemment dans Dishonored et Dishonored 2, c'est pourquoi ils finissent par décider de suivre la suggestion du designer Dinga Bakaba et de transformer le titre en une extension autonome. Le studio pense que cette scission profitera à la qualité globale de La Mort de l'Outsider, en leur donnant plus de temps pour développer et peaufiner la direction artistique et les systèmes du jeu, ce qui n'aurait pas été possible si le titre avait été un contenu additionnel à Dishonored 2. Le but est également de contenter les joueurs expérimentés ayant déjà joué à un épisode de la franchise, tout en proposant un jeu capable d'être apprécié par les nouveaux venus. La Mort de l'Outsider est développé sur le même moteur de jeu que le reste de la série, le Void Engine, très reconnaissable grâce au rendu graphique et au système physique du jeu.

### Trame narrative
L'histoire est pensée pour mettre fin à l'arc narratif appelé « Ère Kaldwin » par les développeurs et entamé dans le premier jeu, Dishonored, qui présente le meurtre de l'impératrice Jessamine Kaldwin et ses conséquences. Arkane réfléchit longtemps et change plusieurs fois d'idées concernant le personnage qui devrait être le protagoniste de l'extension, en envisageant notamment l'une des sorcières de Brigmore ou bien Daud. Daud, qui est déjà le protagoniste des deux contenu téléchargeable additionnel principaux de Dishonored est justement écarté car les joueurs connaissent déjà ce personnage et ses mécaniques de jeu. Finalement, le choix se porte sur Billie Lurk, personnage déjà apparu dans La Lame de Dunwall et Dishonored 2, devenu le favori des développeurs, notamment du directeur créatif Harvey Smith. Smith la voit comme un « choix évident »,, le concepteur Dinga Bakaba la juge intrigante et voit en elle un personnage qui « traverse plusieurs étapes intéressantes dans sa vie […] son arc de rédemption est à peu près terminé. […] Nous nous concentrons sur une aventure plus personnelle où elle veut retrouver son mentor qui a un objectif dément »,,. Le choix de Lurk correspond également à la vision de Bakaba qui souhaite que les principaux jeux se concentrent sur les personnages puissants et en lien avec l'Outsider, tandis que les contenus additionnels ont vocation à se pencher sur le monde souterrain des assassins.
Alors que Dishonored 2 est écrit par Sandra Duval, Terri Brosius et Austin Grossman, l'équipe de rédaction de La Mort de l'Outsider doit être changée car Brosius et Grossman sont partis travailler sur d'autres projets. Arkane embauche alors les scénaristes Anna Megill, Hazel Monforton et Sophie Mallinson pour rejoindre Duval dans l'écriture de l'extension. Hazel Monforton est recrutée après avoir proposé une analyse de l'Outsider qui lie le personnage au mythe grec du Pharmakos, dans lequel une personne assume le rôle de bouc émissaire et est expulsée de sa communauté,. Elle en vient à cette interprétation après avoir observé dans Dishonored 2 que le personnage est un humain qui a subi un rituel similaire aux mains d'un culte. Ces commentaires publiés en ligne apparaissent si précis et éclairés que Smith lui propose de rejoindre l'équipe. Pour l'histoire de l'Outsider, les différentes scénaristes s'inspirent notamment de la nouvelle Ceux qui partent d'Omelas de Ursula K. Le Guin, parue en 1973, qui raconte comment une ville fictive est devenue et continue d'être prospère grâce à la souffrance d'un enfant,. Le Culte de l'Outsider est alors conçu non pas comme un groupe de fanatiques mais comme un groupe d'érudits explorant les mystères de l'occultisme, préférant rester dans leur « tour d'ivoire ».
L'idée que le contenu additionnel permette aux joueurs d'entrer dans le Grand Vide et d'avoir le choix de tuer l'Outsider émerge très tôt pendant le développement de Dishonored 2. Selon le directeur créatif, l'Outsider représente à la fois la concentration et l'abus de pouvoir, qu'il considère comme les thèmes principaux de la série. Ces thèmes sont d'autant plus mis en valeur qu'ils sont vécus et relatés par Billie Lurk, personnage qui n'a aucun lien avec l'Outsider, au contraire des autres protagonistes des jeux et extensions précédents. Le titre La Mort de l'Outsider apparait également assez tôt au cours du processus de production. Cependant, le studio Arkane discute avec l'équipe marketing de leur éditeur Bethesda de plusieurs autres noms possibles, tels que Dead Hand et Blackheart, qui sont rejetés pour différentes raisons, jusqu'à ce qu'ils se mettent finalement d'accord sur la version initialement proposée par l'équipe.

### Conception
En tant que jeu standalone, La Mort de l'Outsider est construit sur les mêmes bases que Dishonored 2, que ce soit en termes d'univers, de protagonistes ou de mécaniques de jeu,. D'un point de vue plus technique, l'équipe de développement peut ainsi réutiliser certains assets[Quoi ?] et décors de Dishonored 2, ce qui permet d'économiser du temps et des ressources de développement tout en garantissant une continuité visuelle et artistique entre les deux jeux. Cela permet de maintenir la cohérence de l'univers de Dishonored tout en se concentrant sur la création d'une nouvelle histoire et de nouvelles missions pour le jeu. Cependant, bien que certains éléments soient réutilisés, La Mort de l'Outsider propose également de nouveaux environnements, de nouveaux protagonistes et des zones inédites, offrant ainsi une expérience de jeu unique dans un temps de développement limité. Comme pour Dishonored 2, le jeu se déroule dans un univers dystopique steampunk inspiré de l'époque victorienne, avec des éléments fantastiques et occultes. Plus précisément, l'intrigue prend à nouveau place dans la ville de Karnaca, une métropole portuaire de l'Empire des îles. Les niveaux sont conçus de manière ouverte, offrant au joueur une liberté d'exploration et de résolution des missions. Chaque décision prise par le joueur a des conséquences sur l'histoire et le monde du jeu, influençant ainsi le dénouement. Arkane décide même d'aller plus loin en réutilisant complètement le niveau du Conservatoire Royal. Cela permet au joueur de retrouver un lieu déjà connu et de voir son évolution au cours du temps. Dans Dishonored 2, le lieu est clinquant, mystérieux et peuplé de sorcières exerçant leur magie. Dans La Mort de l'Outsider, l'Abbaye du Quidam, l'ordre religieux de l'Empire des Îles, a repris le contrôle des lieux. Le Conservatoire est beaucoup plus austère, toute trace de magie ou d'artefacts hérétiques est effacée et les sorcières sont gardées prisonnières et torturées.
Le choix de Billie Lurk comme protagoniste influence partiellement la conception et les systèmes de jeu. Le système de « chaos », présent dans les deux titres précédents, est complètement supprimé. Selon Dinga Bakaba, cela est plus logique au vu de l'historique du personnage, qui a subi une rédemption dans Dishonored 2, et ne plus à avoir quelqu'un « vous disant que c'est bien, c'est mal » peut être intéressant comme évolution. Les pouvoirs surnaturels de Billie Lurk se régénèrent complètement d'eux-mêmes, car elle les puise directement dans le Vide. Arkane estime que donner au joueur un accès complet aux pouvoirs et restaurer automatiquement ses points de magie encourage de nouvelles expérimentations et manières de jouer,. De plus, Bakaba déclare que la durée de vie plus réduite de ce jeu incite l'équipe à vouloir que les joueurs en tirent le meilleur parti et utilisent tous les outils à leur disposition sans restriction.
L'un des pouvoirs que reçoit Lurk est la « Semblance », qui lui permet de voler le visage d’un personnage non-joueur et d'interagir avec le monde comme si elle était ce personnage. Au départ, Harvey Smith n'aime pas beaucoup cette idée, car il estime que ce serait trop difficile à mettre en œuvre de manière convaincante et équilibrée. L'équipe avait déjà supprimé une mission de furtivité sociale pour les mêmes raisons dans Dishonored 2. Les concepteurs continuent néanmoins à retravailler et à affiner l'idée avec l'aide des équipes de narration et de conception de niveau, pour finalement trouver une version de l'idée que le directeur créatif trouve acceptable. Le fonctionnement du pouvoir se base sur un ensemble de règles et de restrictions qui doivent être bien définies et conçues ensemble par plusieurs équipes de développeurs : animation, programmation, effets spéciaux, son, narration et conception de niveaux. Smith décrit cette coopération qu'il juge époustouflante comme une « symphonie »,.

### Promotion et sortie
Le titre du jeu est officiellement révélé lors de la conférence de presse de Bethesda Softworks durant l'Electronic Entertainment Expo de juin 2017 via une bande-annonce cinématographique. Celle-ci est produite par le studio d'infographie polonais Platige Image, dirigé par Karol Kolodzinski et avec la supervision des effets visuels par Krzysztof Stefanski.  Une nouvelle bande-annonce, montrant du gameplay pour la première fois, sort en août de la même année. La Mort de l'Outsider est sorti en versions physique et numérique le 15 septembre pour Microsoft Windows, PlayStation 4 et Xbox One.
Arkane annonce après la sortie du jeu que la série Dishonored s'apprête à prendre une pause indéfinie, et que tout futur titre ne se déroulera plus dans cet univers (ou tout du moins cette période) et n'évoquera plus ces personnages,.

## Accueil

### Accueil critique
Dishonored : La Mort de l'Outsider est bien accueilli par la critique lors de sa sortie. Selon l'agrégateur de notes Metacritic, la version Microsoft Windows obtient une note moyenne de 81/100 basée sur 24 avis critiques collectés, la version PlayStation 4 une moyenne de 82/100 sur 47 avis, et la version Xbox One une moyenne de 84/100 sur 16 avis.
Les critiques estiment généralement que La Mort de l'Outsider est une bonne conclusion à la série Dishonored. Javy Gwaltney de Game Informer fait l'éloge des « améliorations du gameplay et de l'univers sombre de son monde »,. Leon Hurley de GamesRadar+ commente qu'il s'agit d'un jeu plus minimaliste et accessible que ses prédécesseurs, un « voyage enrichissant » et une bonne fin. Alessandro Fillari de GameSpot estime également que c'est une fin satisfaisante et que le titre prouve que la série est très bien conçue, même si c'est une histoire plus « restreinte » que ses prédécesseurs. Tom Marks d'IGN déclare que La Mort de l'Outsider ne réussit pas à atteindre les mêmes sommets que Dishonored 2, mais loue les nouvelles capacités et les changements de gameplay effectués. Phil Savage de PC Gamer pense que c'est un bon épilogue, mais pas aussi complexe ou surprenant que son prédécesseur. Colin Campbell de Polygon fait des commentaires similaires, expliquant que le titre n'évolue pas beaucoup et ne se distingue pas réellement de Dishonored 2. Quant à Thomas Pillon de Gameblog, il estime que le jeu est suffisamment « complexe, varié, intelligent et rejouable à l'envi » pour clore d'une bonne manière la série. La mission « Le casse » — « The Bank Service » en version originale — est désignée comme la meilleure du jeu,,,,,,. Au delà de cette mission, le niveau du Conservatoire Royal est aussi apprécié par Danielle Riendeau de Vice, qui déclare qu'elle « souhaite sincèrement que plus de séries de jeux fassent cela » car on peut voir l'évolution d'un lieu au travers du temps.
Les mécaniques de jeu sont généralement saluées par la critique. Ray Porreca de Destructoid apprécie la façon dont La Mort de l'Outsider se différencie des jeux précédents, parlant également du « sentiment libérateur » de ne pas avoir à se soucier du système de « chaos » présent dans ceux-ci. Il juge cependant que les niveaux ne sont pas aussi bien conçus que dans Dishonored 2. IGN aime la manière dont les pouvoirs de déplacement et de prévoyance fonctionnent ensemble et estime que « Semblance » est un ajout intéressant permettant de nouvelles possibilités d'action. Néanmoins, le critique est déçu de ne pas pouvoir améliorer les compétences et que le système de chaos soit supprimé, car cela réduit l'impact d'une approche non létale. GameSpot estime que la limitation à trois pouvoirs peut rendre le gameplay limité, mais félicite néanmoins Arkane Studios de donner au joueur l'espace nécessaire pour expérimenter ses capacités et ses gadgets. GamesRadar+, d'autre part, trouve que la limitation des pouvoirs est « libératrice » et que la construction des niveaux permet d'encourager plus de créativité de la part des joueurs. Game Informer estime que la suppression des points de mana est le meilleur changement de gameplay, car cela permet au jeu de se rapprocher de l'objectif de la série de liberté totale pour les joueurs. Cependant, les niveaux ne sont selon le journal pas aussi mémorables que ceux des jeux principaux.
L'histoire reçoit un accueil plus mitigé. Selon Polygon, Billie Lurk est une très bonne protagoniste mais le reste, que ce soit l'environnement ou les autres personnages, est bon mais sans originalité. PC Gamer estime que le récit fonctionne mieux lorsqu'il se concentre sur la moralité des factions et des personnages, et que la fin est trop précipitée en essayant de traiter trop de questions à la fois. Le critique de Polygon aurait préféré que l'ensemble des réponses et la fin de l'arc narratif soient étalés sur plusieurs missions. Destructoid explique que l'intrigue principale souffre de quelques problèmes, mais rien qui n'entrave le plaisir général du jeu. Game Informer écrit que le concept de vouloir tuer l'Outsider est fascinant, mais que cela laisse à désirer en termes d'histoire, que les interactions avec ce personnage sont irritantes et que la relation entre Lurk et Daud est sous-développée. IGN déclare que l'intrigue est simple et qu'elle a peu de contenu, mais qu'elle est tout de même assez satisfaisante. Pour GameSpot, l'histoire a un bon début, mais elle se décompose au cours du jeu, les dernières missions semblant trop superficielles.

### Distinctions
Dishonored : La Mort de l'Outsider s'est distingué à de nombreuses reprises et remporte quelques prix décernés par des publications spécialisées dans l'industrie du jeu vidéo. En 2017, le jeu remporte notamment le prix du meilleur jeu PC aux Ping Awards, cérémonie de récompenses où il était également nommé dans les catégories du meilleur jeu console, meilleurs graphismes, meilleur jeu d'acteur et meilleure musique. En 2018, les Writers Guild of America Awards incluent La Mort de l'Outsider dans la liste des nommés au meilleur scénario. Enfin, le jeu reçoit une nomination dans la catégorie de la meilleure direction artistique auprès des National Academy of Video Game Trade Reviewers 2018, sans remporter le prix.
| Année | Récompense                                        | Catégorie                      | Résultat   | Réf.   |
| ----- | ------------------------------------------------- | ------------------------------ | ---------- | ------ |
| 2017  | Ping Awards                                       | Meilleur jeu console           | Nomination | ,      |
| 2017  | Ping Awards                                       | Meilleur jeu PC                | Lauréat    | ,      |
| 2017  | Ping Awards                                       | Meilleurs graphismes           | Nomination | ,      |
| 2017  | Ping Awards                                       | Meilleur jeu d'acteurs         | Nomination | ,      |
| 2017  | Ping Awards                                       | Meilleure musique              | Nomination | ,      |
| 2018  | 70e cérémonie des Writers Guild of America Awards | Meilleur scénario              | Nomination | [ 52 ] |
| 2018  | National Academy of Video Game Trade Reviewers    | Meilleure direction artistique | Nomination | ,      |

## Analyse
Comme dans les autres jeux de la série Dishonored, La Mort de l'Outsider aborde des thèmes assez sombres et symptomatiques du monde actuel, tel que le pouvoir et son abus, les conflits sociaux, les croyances, le fanatisme et la nature du bien et du mal,. Au-delà de ces sujets, le jeu se concentre plus particulièrement sur la quête de vengeance et de rédemption de Billie Lurk. En effet, elle a un passé sombre, ayant été autrefois l'apprentie de l'assassin Daud, et a participé à des actions immorales au sein de son organisation. Cependant, au début du jeu, elle montre des signes de regret et de désir de rédemption pour ses actions passées. Elle décide de se racheter en mettant fin au règne de l'Outsider. Le thème de la rédemption est exploré tout au long du jeu alors que Billie Lurk s'efforce de trouver un moyen d'éliminer l'Outsider. Dans sa quête, elle doit faire face à des dilemmes moraux, des confrontations avec son passé et des choix difficiles qui mettent à l'épreuve son désir de rédemption. Le jeu offre également des choix aux joueurs qui peuvent influencer la fin de l'histoire, permettant ainsi d'explorer différentes voies vers la rédemption ou la damnation pour Billie Lurk.
En plus de la rédemption personnelle de Billie Lurk, le jeu soulève également des questions plus profondes sur la nature de la rédemption elle-même. La Mort de l'Outsider pousse le joueur à se demander s'il est réellement possible de racheter ses actions passées et d'échapper à son destin ou à sa nature profonde. Ces questions sont explorées à travers le personnage complexe et énigmatique de l'Outsider lui-même[réf. nécessaire].